# 仙王座9
仙王座9，又名BD+61 2169，HD 206165、SAO 19541、HR 8279，是仙王座的一颗恒星，视星等为4.73，位于銀經102.27，銀緯7.25，其B1900.0坐标为赤經21h 35m 14.2s，赤緯+61° 7.25′ 51″。